# Macropyxis labutisi
Macropyxis labutisi är en kräftdjursart som beskrevs av Rosalie F. Maddocks 1990. Macropyxis labutisi ingår i släktet Macropyxis och familjen Macrocyprididae. Inga underarter finns listade i Catalogue of Life.